# Cophyla grandis
Cophyla grandis Boulenger, 1889 è una rana della famiglia Microhylidae, endemica del Madagascar.

## Biologia
Il maschio di Cophyla grandis custodisce le uova e i girini fino alla metamorfosi.